# Kloster St. Fidelis (Regensburg)
Das Kloster St. Fidelis ist ein ehemaliges Kapuziner-Kloster in Regensburg, Uhlandstraße 10. Seine erhaltenen Bauten stehen unter Denkmalschutz.
Nachdem das alte Regensburger Kapuzinerkloster in der Ostengasse 31  im Zuge der Säkularisation 1810 aufgehoben worden war, wurde erst 1916 ein neues Kapuzinerkloster in Regensburg gegründet. Die Gebäude und die angebaute Kirche wurden vom Architekten Heinrich Hauberrisser im Stil des Neubarocks entworfen und 1921 fertiggestellt. An das Kloster angeschlossen war ein Knabenseminar, das 1972 mangels Nachfrage geschlossen wurde. Das Gebäude wurde dem benachbarten Goethe-Gymnasium zur Nutzung überlassen. Der Wohntrakt wurde nach dem Auszug der letzten Franziskanerbrüder 1994 in ein Studentenwohnheim umgewandelt.
1976/1977 fand eine umfassende Renovierung der Kirche statt. 1991 wurde der Konvent aufgehoben und das Kloster geschlossen. Die Pfarrei Herz Marien übernahm die Kirche St. Fidelis als Filialkirche. 
Im Herbst 2023 verkündete das Regensburger Generalvikariat, dass einem Beschluss der Kirchenverwaltung entsprochen wurde und dem Haus mit sofortiger Wirkung der liturgische Gebrauch entzogen wird. Die letzte heilige Messe wurde am 19. Dezember 2023 gefeiert.

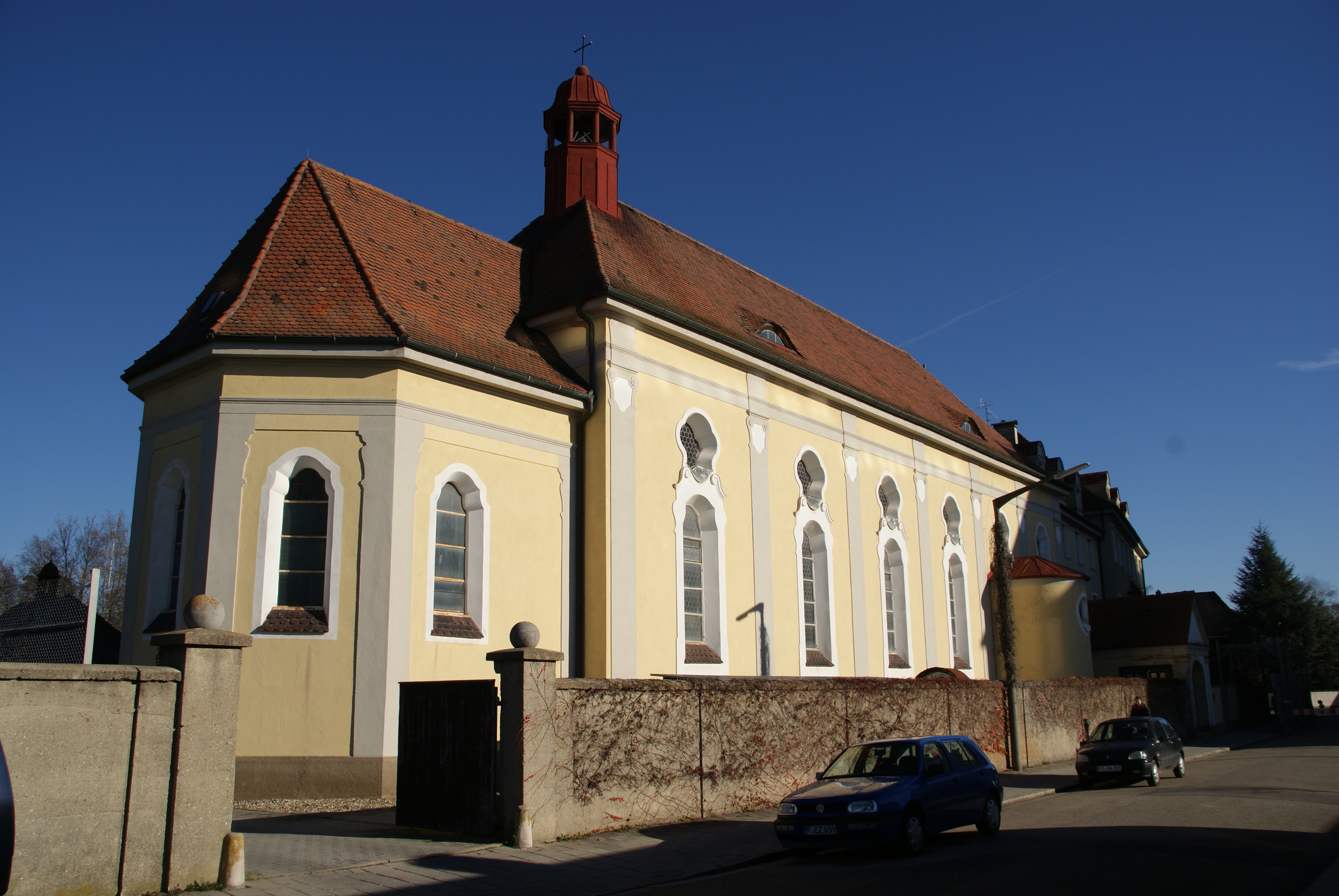
St.-Fidelis-Kirche
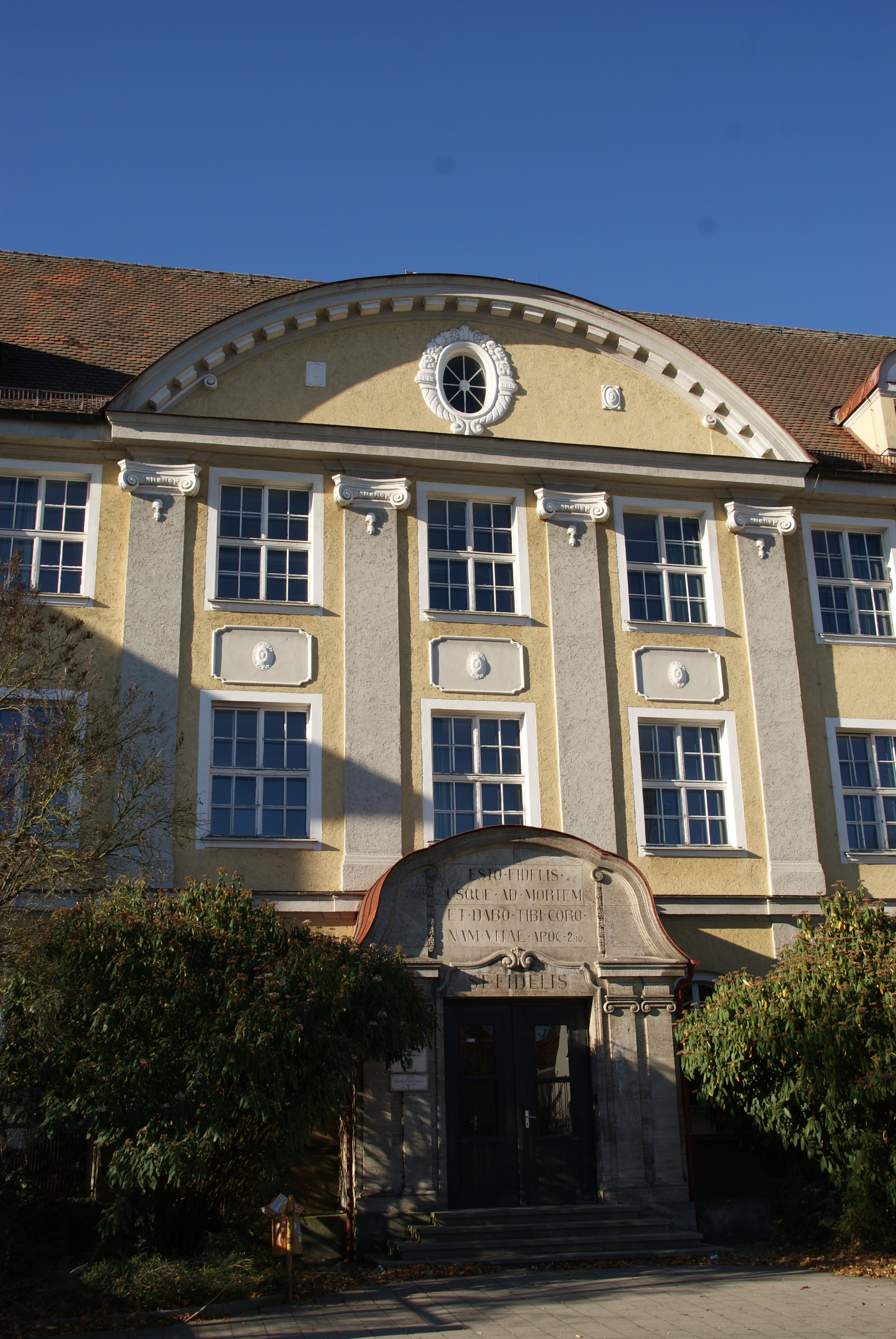
Knabenseminar St. Fidelis